# Протокол разапињућег стабла
Протокол разапињућег стабла (СТП) је мрежни протокол који обезбеђује луп-фри топологију за било коју повезану локалну мрежу. Основна функција СТП је да prevent bridge loops and the broadcast radiation that results from them. Разапињуће стабло такође дозвољава мрежном дизајну да прикључи резевне линкове да обезбеди аутоматски бек-уп пут ако активни линк не успе, без опасности од повезаних петљи, или потребе за ручним укључивањем/искључивањем тих бек-уп линкова.
Протокол разапињућег стабла (СТП) је стандардизован у ИЕЕЕ 802.1д. Како име каже, прави разапињуће стабло унутар мреже повезане с лејер-2 мостовима(етернет свичеви), и искључује оне линкове који нису део разапињућег стабла, остављајући јединствени активан пут између два повезана чвора.
СТП је заснован на алгоритму који је изумела Рејдиа Прлмен док је радила за Дигитал Еквипмент Корпорејшн.

## Протоколске операције
Операција је једноставна, као колекција мостова, у ЛАН може бити описана као графикон чији су чворови мостови и ЛАН сегменти и чије су ивице интерфејси који повезују мостове до сегмената. Прекинути петље у ЛАН-у, док се одржава приступ свим ЛАН сегментима, мостови колективно рачунају разапињуће стабло. Разапињуће стабло не представља обавезно минимално разапињуће стабло. Администратор мреже може да смањи разапињуће стабло, по потреби, преправљајући неке конигурацијске параметре, на начин да утиче на избор корена разапињућег стабла. Разапињуће стабло које мостови рачунају користећи протокол разапињућег стабла може бити одређен користећи пратећа правила. Пример мреже десно, испод, биће коришћена да илуструје правила.
Бирање главног моста. Главни мост разапињућег стабла је мост са најмањом идентификацијом моста. Сваки мост има конфигурисани, приоритетски број и МЕК адресу. Идентификација моста садржи комбиноване бројеве - приоритет моста + МЕК (32768.02000.0000.1111). Приоритет моста обично је 32768 и једино може бити конфигурисан у умножцима од 4096. У пређењу две идентификације моста, приоритет је упоређен прво, када би гледали прави број, све испод 32768... постаће кандидат за главни. Ако су два моста једнаких приоритета, онда ће се МЕК адресе упоредити; на пример, ако прекидач А(МЕК = 0200.0000.1111) и Б(МЕК = 0200.0000.2222) обоје имају приоритет од 32758 онда ће прекидач А бити изабран као главни мост. Ако би администратор мреже волео да прекидач Б постане главни мост, морају поставити његов приоритет да буде мањи од 32768 или да конигуришу разапињујуће стабло.
Одредити најмању путању до главног моста. Саствљено разапињуће стабло има могућност да поруке од било ког повезаног уређаја до главног моста пронађе најкраћу путању. Цена попрећне путање је сума свих вредности сегмената на путу. Другачије технологије имају различите подразумеване вредности за мрежне сегменте.
Најмања вредност пута од сваког моста. Након што је изабран главни мост, сваки мост одређује вредност сваког пута од њега до главног моста. Од њих бира онај са најмањом путањом.
Најмања вредност пута из сваког сегмента Мостови на сегменту мреже заједно одређују који мост има најкраћу путању од сегмента мреже до главног. Порт који повезује овај мост до сегмента мреже је онда и одређени порт за тај сегмент.
Онемогући све друге путеве корена. Сваки активни порт који није главни порт или одређени порт је блокиран.
Измене у случају веза. Нведена правила мало поједностављују ситуацију, јр је могуће да постоје везе, на пример, два или више портова на једном мосту су везани за најкраће путеве до корена, или два или више мостова на истом мрежном сегменту имају једнаке најкраће путеве до корена. Да се пробију такве везе:
Пекидање веза за коренске портове. Када има више стаза из моста са најкраћим путем, изабрани пут користи суседни моста са мањом идентификацијом(ИД). На пример, на слици 3 ако је прекидач 4 повезан са мрежним сегментом Д уместо Ц, била би два пута дужине 2 до корена, једна путања прелази кроз мост 24, а друга кроз мост 92. ПОшто постоје две најмање путање, нижа идентификација моста (24) ће се користити као раскид везе у избору који пут да користи.
Прекидање везе за одређене портове. Када више од једног моста на сегменту доводе до најмањег пута до корена, мост са нижом идентификацијом моста се користи да проследи поруке у корену. ПОрт који причвршћује тај мост на мрежни сегмент је порт одређен за сегмент. На слици 4, постоје два најкраћа пута из Д сегмента мреже до корена., једна иде преко моста 24 а друга преко 92. Мост са мањом идентификацијом је 24, па свич везе налаже да је одређени порт порт кроз који је мрежни сегмент Д конектован на мост 24. Ако су идентификације мостова једнаке, онда ће мост са најмањом МЕК адресом имати одређен порт. У сваком случају, губитник подешава порт као блокиран.
Коначни прекидач веза. У неким случајевима, још увек може бити веза, као када су два моста повезана са више каблова. У овом случају, више портова на једном мосту су кандидати за коренски порт. У овом случају, пут који пролази кроз порт на суседном мосту који има приоритет моста се користи.
Укратко, секвенца догађаја да се одреди најбоље примљен БПДУ је:
- Најнижа идентификација главног моста
- Најкраћи пут до главног моста
- Најнижа идентификација моста пошаљиоца
- Најнижа идентификација порта

### Пренос података и вредност СТП-а
Табела испод прикажује стандардну вредност интерфејса за дате преносе података

| Пренос података | Вредност СТП (802.1D-1998) | Вредност РСТП (802.1D-2004 / 802.1в) |
| --------------- | -------------------------- | ------------------------------------ |
| 4 Mbit/s        | 250                        | 5,000,000                            |
| 10 Mbit/s       | 100                        | 2,000,000                            |
| 16 Mbit/s       | 62                         | 1,250,000                            |
| 100 Mbit/s      | 19                         | 200,000                              |
| 1 Gbit/s        | 4                          | 20,000                               |
| 2 Gbit/s        | 3                          | 10,000                               |
| 10 Gbit/s       | 2                          | 2,000                                |

### Протокол јединице података моста
Горенаведена правила описују један од начина утврђивања које разапињуће стабло ће бити одређено алгоритмом, али написана правила захтевају познавање читаве мреже. Мостови морају да одреде који је мост главни и примене правила портова са информацијама које имају. Да би обезведили да сваки мост има довољно информација, мостови користе смецијалне оквире података звани Протокол јединице података моста да би разменили информације о идентификацији моста и где се налази главни мост.
Мостови шаљу БПДУ оквире користећи јединствену мек адресу порта као изворне адресе, и дестинацију вишеслојне РСП адресе 01:80:Ц2:00:00:00.
Постоје три врсте БПДУ-а:
- Конфигурацијски БПДУ, користи се за одабир разапињућег стабла
- Тополошко обавештење о промени
- Прихватање тополошког обавештења о промени

БПДУ се редовно мења (стандардно сваке 2 секунде) и укључује прекидаче да прате промене на мрежи и покрене и заустави прослеђивање на портовима ако је захтевано.
Када се уређај први пут повеже на порт свича, он неће одмах почети да прослеђује податке. Него ће уместо тога проћи кроз неколико стања док процесира БПДУ и утврди топологију мреже. Када је хост прикључен као нпр. рачунар, штампач или сервер порт ће уве бити у стању прослеђивања, иако после одлага од око 30 секунди док прође кроз сва стања. Време утрошено за пролазак кроз одређена стања одређено је вредношћу познатом као одложено прослеђивање. Међутим, ако је прикључен други свич, порт може да остане у блокираном моду ако се утврди да ће изазвати петљу у мрежи. Тополошко обавештење о промени БПДУ користи да информише друге портове о променама. ТОП је убачен у мрежу преко не главног свича и пропагиран је до главног свича. По пријему ТОП-а, главни свич ће поставити заставицу за тополошку промену. Ова затавица се пропагира до осталих свичева да их упути о остарелости уноста табеле прослеђивања.
РСП стање портова свича:
- Блокирано
- Слушање
- Учење
- Прослеђивање
- Искључено

Да би се спречило чекање када се повезује хост са свичом и током неких промена у топологији, БРСТП је развијен и стандардизован у ИЕЕЕ 802.1в, који дозвољава порту на свичу брзи прелаз и стање прослеђивања током ових ситуација

### Поља протокола јединица података моста
Идентификација моста је поље унутар БПДУ пакета. Дужине је 8 бајтова. Прва два бајта одређују приоритет моста, као неозначени интиџер 0-65535. Последњих 6 бајтова су мек адреса свича. У случају да је коришћен смањивач мек адресе, прва два бајта се користе другачије. Прва четири бита су приоритет конфигурације, а осталих дванаест битова су ВЛАН идентификација или ВРСП број инстанце.

## Напредовање и проширења
Први протокол разапињућег стабла је измишњен 1985-е у компанији Дигитал Еквипмент Корпорејшн од стране Рејдиа Перлман. Године 1990, ИЕЕЕ је објавио први стандард за протокол, 802.1д, на основу алгоритма дизајнираног од стране Перлманове. Накнадне верзије су објављене 1998 и 2004, укључујући различите екстензије.
Иако је сврха стандарда да промовише међусобни рад опреме различитих произвођача, различите имплементације стандарда не морају грантовати да раде, на пример, због реалике у почетним подешавањима тајмер. ИЕЕЕ подстиче поизвођаче да обезбеде "Изјаву о имплементацији протокола за усаглашавање", декларишући које су могућности и опције примењене, да помогне корисницима да се утврди да ли ће различите имплементације радити међусобно испрано.
Такође, оригинални Прлман инсипирисан "протокол разапињућег стабла", под називом ДЕЦ-СТП, није стандард и разликује се од верзије ИЕЕЕ у формату поруке, као и у подешавањима тајмера. Неки мостови имплементирају обадве, ИЕЕЕ И ДЕЦ верзије за протокола разапињућег стабла, али њихов међусобни рад може створити проблеме за администратора мреже, што илуструје проблем дикутован у он-лајн Сиско документу.

### Брзи протокол разапињућег стабла
Године 2001, ИЕЕЕ уводи брзи протокол разапињућег стабла (РСТП) као 802.1в. РСТП омогућава знатно бржу конвергенцију разапињућег стабла после промене топологије, увођење нових кнвергенција понашања и улоге портова да се то уради. РСТП је дизајниран тако да буде компатибилан са стандарним СТП.
Док СТП може да за 30 до 50 секунди одговори на промене топологије, РСТП је обично у стању да одговори на промене рогу од 3 хело пута, или у року од неколико милисекунди о физичкој грешци линка. Такозвани "Хело тајм" је важан и конфигуришући временски интервал који се користи од стране РСТП за више намена, његова подразумевана вредност је 2 секунде. 802.1д Стандард ИЕЕЕ-2004 садржи РСТП и застарели оригинални СТП стандард.

#### Операције брзог протокола разапињућег стабла
РСТП додаје нове улоге за портове мостова како би се убрзала конвергенција лнка неуспеха. Број стања портова може бити смањен на три, уместо првобитних пет.
Улога портова мостова код РСТП:
- Главни
- Дизајниран
- Алтернативан
- Бекап
- Искључен

РСТП стања свича:
- Онемогућен
- Учење
- Прослеђивање

Додатни детаљи РСТП операција:
- Откривање неуспеха главног свича је урађено 3 хело пута, што је 6 секунди, ако подразумевано време није промењено.
- Портови се могу конфигурисати као крајњи портови ако су везани на ЛАН а да нема других мостова повезаних. Ови крајњи портови прелазе директно у стање прослеђивања. РСТП и даље наставља да прати порт за БПДУ у случају да је мост спојен. РСТП може да се конфигурише да аутоматски детектује крајње портове. Чим мост детектује БПДУ да долази ка крајњем порту, порт више није крајњи.
- За разлику од СТП, РСТП ће одговорити на БПДУ послате из правца главног моста. РСТП мост ће "предложити" информације он његовом разапињућем стаблу својим одређеним портовима. Ако је други мост РСТП прима ове информације и утврди да је надређени главни, поставља све други портове на "онемогућено“. Мост може послати "договор" са првог моста потврђујући своју супериорну информацију о разапињућем стаблу. ПРви мост, по добијању овог споразума, зна да може брзо да проследи порт за прослеђивање стања мимо традиционалног слушања/учења прослеђивања стања. Ово у суштини ствара каскадни ефекат од главног моста где сваки одређени мост нуди на својим суседима да утврди да ли може да направи брзу транзицију. Ово је један од главних елемената који омогућава да РСТП постигне бржу конвергенцију него СТП.
- Као што је речено изнад, РСТП одржава резервне детаље о одбацивању статуса портова. Тиме се избегавају временска ограничења ако је за прослеђивање портова заказало или БПДУ није примљен на основи порта у одређеном интервалу.
- РСТП ће се вратити на наслеђе СТП на интерфејску ако је наслђена верзија СТП БПДУ детектована на том порту.

### По-ВЛАН разапињуће стабло и по-ВЛАН разапињуће стабло плусе
У етернет свич околини где постоје више виртуалних ЛАН-ова, често је пожељно направити више разапињућих стабала тако да саобраћај из различитих ВЛАН-ова користи различите линкове. Сискова верзија СТП-а се зове по-ВЛАН разапињуће стабло (ПВСТ) и по-ВЛАН разапињуће стабло плус (ПМСТ+) прави одвојена разапињућа стабла за сваки ВЛАН. Оба ПВСТ И ПВСТ+ протоколи су Сисково власништво и они не могу бити коришћени у већини third party switches. Нека опрема из Форс10 Нетворкс, Екстрим Нетворкс, Евиа анд Блејд Нетворк Технолоџи подржавају ПВСТ+. Екстрим Нетворк то ради са две препреке (недостатак подршке на портовима где се повезује ВЛАН и такође ВЛАН са ИД 1). ПВСТ ради само са ИСЛ (Сисков поротокола за енкапсулирање ВЛАН-а) захваљујући уграђеним ИД-ом разапињућег стабла. Ово је општи протокол на Сиско свичевима који подржавају ИСЛ. Захваљујући великом продору ИЕЕЕ 802.1ку ВЛАН стандарду и ПВСТ-овом зависношћу од ИСЛ, Сиско је дефинисао другачији ПВСТ+ стандард који је компатибилан са енкапсулацијом 802.1ку. Ово је постало стандардни протокол за Сиско свичеве када је Сиско укинуо и уклонио подршку за ИСЛ са његових свичева. ПВСТ+ може преко tunnel МСТП региона.

### Брзо по-ВЛАН разапињуће стабло
Сискова верзија брзог протокола разапињућег стабла. Ствара разапињуће стабло за сваки ВЛАН, као ПВСТ. Сиско зове ово брзи по-ВЛАН разапињуће стабло (РПВСТ).

### ВЛАН протокол разапињућег стабла
У Џунипер Нетворкс окружењу, ако је компатибилност са Сисковим ПВСТ протоколом захтевано, ВЛАН протокол разапињућег стабла се моће конфигурисати. ВСТП садржи одвојене инстанце разапињућег стабла за сваки конфигурисани ВЛАН у свичу. ВСТП протокол једини подржава ЕХ И МХ серије из Џунипер Нетворкс. Ту су и два услова за компатаблиност са ВСТП:
ВСТП подржава само 253 разлитичте топологије разапињућег стабла. Ако има веше од 253 ВЛАНА, препоручује се конфигурација РСТП-а у замену за ВСТП. МВРП не подржава ВСТП.
По стандарду, ВСТП користи РСТП протокол као његов унутрашњи протокол разапињућег стабла.
За више информација око конфигурисања ВСТП на Џунипер Нетворкс свичевима, погледати званичну документацију.

### Протокол више разапињућих стабала
Протокол више разапињућих стабала МСТП, дефинисан је у ИЕЕЕ 802.1С и касније спојен у ИЕЕЕ 802.1ку-2005, дефинише надоградњу на РСТП за даља корисна развијања ВЛАН-а. Овај "по-ВЛАН" протокола за више разапињућих стабала конфигурише одвојена разапињућа стабла за сваку групу ВЛАН-ова.
Ако би био само један ВЛАН на мрежи, сваки СТП би радио одговарајуће. Ако би мрежа садржала више од једног ВЛАН-а, мрежа конфигурисана јединственим СТП би радила, али би било могуће боље коришћење алтернативних путева доступних коришћењем алтернативних разапињућих стабала за различите ВЛАН-ове или групу ВЛАН-ова.
МСТП омогућава формирање МСТ региона који могу покренути више инстанци (МСТ МСТИ). Вишеструке регије и други СТП мостови су интерно повезани коришћењем
једног заједничког разапињућег стабла.
МСТП је сличан Сисковом систему проткола разапињућег стабла са више инстанци (МИСТП), и ово је еволуција протокола разапињућег стабла и брзог разапињућег стабла. Представљен је у ИЕЕЕ 802.1с као амандмант на 802.1ку 1998. Стандард 802.1ку-2005 сада садржи МСТП.
За разлику од неких имплементација "по-ВЛАН" разапињућег стабла, МСТП садржи све информације о свом разапињућем стаблу у једном БПДУ формату. Не сам о да ово смањује број БПДУ-са које ЛАН захтева за комуницирање са информацијама разапињућег стабла за сваки ВЛАН, али такође осигурава повратну компатибилност са РСТП. МСТП ради ово тако што кодира додатне регионалне информације по стандарду РСТП БПДУ-а добро као бројеве МСТИ порука. Свака од ових МСТИ-а конфигурационих порука преноси информације за сваку инстанцу. Свакој инстанци може бити додељен број конфигурисаних ВЛАН-ова и оквир додељен овим ВЛАН-овима раде у тој инстанци разапињућег стабла кад год су унутар МСТ региона. Да би се избегло преношење целог ВЛАН-а у мапирање целог разапињућег стабла у сваком БПДУ-у, мостови кодирају МД5 отисак њихових ВЛАН-ова у табелу инстанце у МСТП БПДУ-у. Овај отисак после користе други МСТП мостови, упоредо са другим административно конфигурисаним вредностима, да би се утврдило да ли је мост у близини у истом МСТ региону као и он.
МСТП је потпуно компатибилан са РСТП мостовима. Ово не дозвољава само компатиблиност са РСТП мостовима без конфигурацијских промена, causes any RSTP bridges outside of an MSTP region to see the region as a single RSTP bridge, regardless of the number of MSTP bridges inside the region itself. Да би се додатно олакшао преглед МСТ региона као јединствени РСТП мост, МСТП Протокол користи променљиве познате као преостали хмељ as a time to live counter instead of the message age timer used by RSTP. Време старости поруке је повећано једном када информације о разапињућем стаблу уђу у МСТ регион, зато ће РСТП мостови видети регион као један "хмељ" и разапетом стаблу. Портови на ивици МСТ региона повезани или РСТП или СТП мостом или крајном тачком су познати као гранични портови. Као и у РСТП, ови портови могу бити конфигурисани као крајњи портови да би се олакшале брзе промене на прослеђеним стањима када је конектован на крајне тачке.

### Најкраће повезивање мостова
ИЕЕЕ је одобрио ИЕЕЕ 802.1аку стандард маја 2012, такође познат и документован у већини књига о најкраћим путевима повезивања. СПБ дозвољава свим линковима да буду активни преко више једнаких путева, и обезбеде много већу лејер-2 топологију, бржу конвергенцију, и унапреде корисност мрежне тополигије кроз повећану пропусну моћ извеђу свих уређаја. СПБ обједињује више постојеће функционалности, укључујући протокол разапињућег стабла (СТП), протокол са више разапињућих стабала (МСТП), брзо разапињуће стабло (РСТП), и вишеструки МЕК регистрациони протокол (ММРП) у један протокол. СПБ је дизајниран да практично елиминише људске грешке у конфигурацији и чува плаг анд плез конфигурацију..